# Electrical Audio
Electrical Audio est un complexe de studios d'enregistrement situé à Chicago (Illinois, États-Unis), fondé par Steve Albini en 1997. Un grand nombre de projets de rock indépendant ont été enregistrés dans cette « Mecque de l'indie punk ». Ce studio est singulier car c'est un des rares studios d'enregistrement entièrement analogiques, incluant des tables de mixage, des magnétophones à bande et de nombreux systèmes d'effet (les salles sont également étudiées pour offrir une réverbération naturelle).
Le technicien Greg Norman a révélé que le studio avait fait l'acquisition d'un système Pro Tools, et a déclaré qu'il était devenu aussi important que le fait d'avoir un piano. Il ajouta également qu'Albini « n'enregistrera pas avec ça. Alors ne lui demandez rien à ce sujet. »